# Скопинка
Скопинка — река в Чусовском городском округе Пермского края, приток Усьвы. Впадает в Усьву справа в 50 км от её устья, напротив упразднённого посёлка Мыс. Длина реки 16 км.

## Данные водного реестра
По данным государственного водного реестра России, река относится к Камскому бассейновому округу, бассейн реки Кама, подбассейн — Кама до Куйбышевского водохранилища (без бассейнов рек Белой и Вятки), водохозяйственный участок реки — Чусовая от в/п пгт. Кын до устья. Код объекта в государственном водном реестре — 10010100712111100011542.